# III. Kerületi TVE
III. Kerületi TUE – węgierski klub piłkarski z siedzibą w Budapeszcie, w III. dzielnicy – Óbuda. Obecnie klub uczestniczy w rozgrywkach Nemzeti Bajnokság III. Jest to jeden z najstarszych klubów sportowych z sekcją piłkarską na Węgrzech.

## Historia

### Chronologia nazw
- 1887: III. kerületi Torna és Vívó Egylet (TVE)
- 1926: III. Kerületi Torna és Vívó és Atlétikai (TVAC) (fuzja z Vívó és Atlétikai Club)
- 1927: III. Kerület FC
- 1937: III. kerületi TVE
- 1941: III. Kerületi Árpád
- 1942: Árpád Magyar Országos Véderő Egylet Óbudai Torna Egylet (ÁMOVE ÓTE) (połączenie z Óbudai TE)
- 1943: OTE-III. Kerület
- 1945: III. ker. MaDISz TVE
- 1946: III. Kerületi TVE
- 1949: III. ker. Textilmunkás
- 1951: III. Kerületi Vörös Lobogó SK
- 1952: Vörös Lobogó Textilfestő
- 1957: III. Kerületi TVE
- 1959: III. ker. Textilfestő Torna és Vívó Egylet
- 1965: III. Kerületi Textilfestő
- 1966: III. Kerületi TTVE
- 1991: III. Kerületi TVE
- 1998: III. Kerületi FC
- 2000: III. Kerületi TVE
- 2002: III. Kerületi Testnevelési Utánpótlás Egyesület (TUE)

### Powstanie klubu
Klub powstał 24 stycznia 1887 roku jako III. kerületi Torna és Vívó Egylet. Jest trzecim najstarszym klubem sportowym na Węgrzech - po Nagykanizsai TE 1866 i budapeszteńskim Újpest FC. Klub powstał w odpowiedzi na rosnące zainteresowanie ludności miejskiej aktywnością fizyczną i sportowym trybem życia. Początkowo w klubie dominującymi sekcjami była szermierka i lekka atletyka. Równocześnie rozwijała się sekcja piłki nożnej, która przyniosła klubowi największy rozgłos. Rozwój sekcji piłkarskiej rozpoczął się w pełni po przyłączeniu do klubu części klubu Budai Football Csapat.

#### III. kerületi TVE a inne kluby sportowe w Óbudzie
W niektórych źródłach jako datę powstania klubu podaje się rok 1872. Wówczas doszło do połączenia Óbudai Torna Egylet i części klubu Budai Football Csapat, w wyniku czego klub Óbudai Torna Egylet zyskał drużynę piłki nożnej. Do 1942 roku Óbudai Torna Egylet był jednak klubem w pełni niezależnym od III. kerületi TVE.

### Początek XX wieku
Od 1902 roku klub uczestniczył w rozgrywkach drugiej ligi węgierskiej, lokując się w każdym sezonie w czołówce tabeli. Awans do pierwszej ligi udało się uzyskać dopiero na sezon 1911/1912. Debiutancki sezon w pierwszej lidze zakończył się jednak spadkiem. Kolejny awans został uzyskany już po roku gry w drugiej lidze.
W czasie I wojny światowej klub uczestniczył w najważniejszych rozgrywkach amatorskich na Węgrzech.
Lata 20. były zdecydowanie najlepszym okresem w ligowej historii klubu. W latach 1920–1929 klub trzykrotnie zajmował 4. miejsce i trzykrotnie 5. miejsce w lidze.
W sezonie 1930/31 klub zdobył Puchar Węgier w finale pokonując Ferencvárosi TC 4-1.
W latach 30. klub nie osiągnął już tak dobrych wyników w lidze węgierskiej jak w poprzedniej dekadzie. Zwieńczeniem tego było 13. miejsce w sezonie 1936/1937 i spadek od razu do trzeciej ligi.

### Okres po II wojnie światowej
W 1942 roku, występując jako III. Kerületi Árpád klub przejął sekcję piłkarska z innego klubu z dzielnicy Óbuda - Óbudai Torna Egylet. W tym samym roku klub stał się jednym z organów sportowych działających w strukturach faszystowskiego ugrupowania MOVE (Magyar Országos Véderő Egylet - Węgierskie Stowarzyszenie Obrony Narodowej) i zmienił nazwę na Árpád Magyar Országos Véderő Egylet Óbudai Torna Egylet (MOVE ÓTE). Po wojnie, w 1945 roku doszło do włączenia całego ÓTE w struktury III. Kerületi.
Włączenie Węgier do bloku socjalistycznego wywarło także zmiany w klubie. W 1945 roku klub został włączony do struktur MaDISz (Magyar Demokratikus Ifjúsági Szövetség -  Węgierskie Stowarzyszenie Młodzieży Demokratycznej) i występował przez rok jako III. ker. MaDISz TVE.
W kolejnych latach klub był włączony w struktury państwowych zakładów przemysłu tekstylnego i tajnej milicji państwowej - AVH.
Zmiany zarządzających polityką klubową podmiotów nie przełożyły się jednak na sukcesy sportowe klubu. Od spadku po sezonie 1936/1937 klub grał w drugiej, trzeciej i czwartej lidze węgierskiej.

### Ostatnie lata
Do Nemzeti Bajnokság I zespół z Óbudy powrócił dopiero w sezonie 1996/1997. Drużyna zakończyła sezon na 15. miejscu i o pozostanie w lidze musiała zagrać baraż z Diósgyőri FC. W dwumeczu lepsza okazała się drużyna z Miszkolca i III. Kerületi kolejny raz spadł z I ligi. Po roku w II lidze ponownie udało się uzyskać awans do I ligi. Mimo zyskania dużego sponsora w postaci koncernu AutoTrader klub zakończył sezon na ostatnim, 18. miejscu, będąc w całym sezonie zdecydowanie najgorszym zespołem w lidze. Po sezonie 1999/2000, spędzonym w drugiej lidze, klub zawiesił na dwa sezony działalność sekcji ligowej klubu.
Po przerwie i zmianie nazwy na obecną, klub powrócił do rozgrywek ligowych na 5. szczeblu (BLSZ II). Szybko awansował do BLSZ I, a po dalszych kilku sezonach do NB III, obecnie walcząc o awans do II ligi. W 2017 r. stadion klubu przeszedł gruntowną renowację wraz z zadaszoną trybuną główną.

## Osiągnięcia
- Puchar Węgier : 1930/31
- W lidze (25 sezonów na 109) : 1911/12, 1913/14, 1916/17-1936/37, 1996/97, 1998/99